# Wilde Sau (Fluss)
Die Wilde Sau, auch Saubach genannt, ist ein linker Nebenfluss der Elbe. Das Tal der Wilden Sau ist Bestandteil des Landschaftsschutzgebietes Linkselbische Täler.

## Name
Der Name ist wahrscheinlich slawischen Ursprungs, was auch die Namen benachbarter Elbezuflüsse nahelegen. Es könnte dieselbe sprachliche Wurzel wie bei dem Donauzufluss Sava/Save zugrunde liegen. Der slawische Name hatte wahrscheinlich in etwa die Bedeutung Sturzbach, was auf das verhältnismäßig starke Gefälle im (oberen) Unterlauf der Wilden Sau zurückzuführen sein dürfte.
Infolge volkstümlicher, etymologischer Nameninterpretation entstand die Sage, dass eine Bache mit ihren Frischlingen beim Wühlen auf der Wiese auf eine Quelle gestoßen sei. Bronzeplastiken auf dem Wilsdruffer Marktplatz illustrieren diese Sage.

## Geographie
Die Wilde Sau entspringt am Tharandter Wald in Pohrsdorf, verläuft hauptsächlich in nordnordöstliche Richtung, durchfließt u. a. die Stadt Wilsdruff und mündet bei Gauernitz nach etwa 22 Kilometern in die Elbe. Der Höhenunterschied zwischen Quelle und Mündung beträgt etwas mehr als 250 m.
Besonders im flachen Gelände ihres Oberlaufs bildete die Wilde Sau infolge der geringen Fließgeschwindigkeit ausgeprägte Mäander, die in den Ortslagen zum Teil bis hin zur Flussbegradigung reguliert worden sind.
Ab dem Hochmittelalter war die Wilde Sau die Grenze zwischen dem Gau Daleminzi (altsorbisch: Glomaci; um Lommatzsch) und dem Gau Nisan (um Dresden). Zuvor lag diese Grenze unweit der damaligen Grenzburg Meißen. So gehörte Brockwitz im Jahr 1013 noch zu Nisan.

## Hochwasser
Bei den Hochwasserkatastrophen 1958, 2002 und 2013 verwüstete der sonst eher friedliche Bach bebaute und unbebaute Grundstücke erheblich, 2002 gab es dabei in Wilsdruff ein Todesopfer.

## Bauwerke

### Mühle
Die Lehmannmühle in Klipphausen wurde im 17. Jahrhundert erbaut und ist die letzte noch erhaltene Wassermühle im Tal der Wilden Sau.

### Brücken
In unmittelbarer Nähe des ehemaligen Bahnhofes in Wilsdruff befindet sich der 1954 neu gebaute Saubachtalviadukt der ehemaligen Schmalspurbahn Freital-Potschappel–Nossen. Bei Wilsdruff überquert zudem die mittlerweile zum dritten Mal errichtete Saubachtalbrücke der Bundesautobahn 4 das verhältnismäßig tief eingeschnittene Tal der Wilden Sau. Diese 1996 eröffnete dritte Brücke hatte Vorgängerbauten aus den Jahren 1954 bzw. 1974 und 1936.

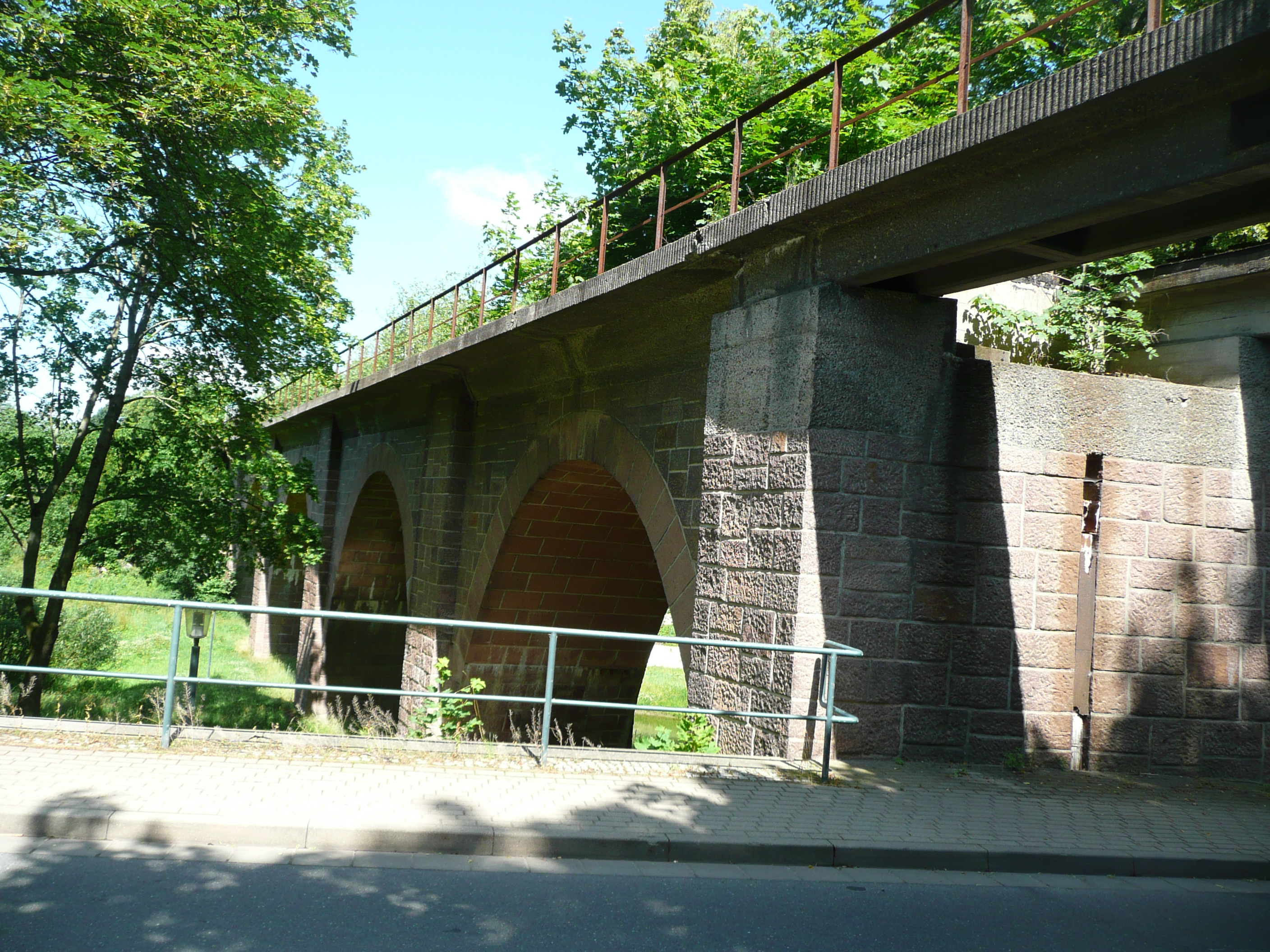
Viadukt der ehem. Schmalspurbahn über den Saubach in Wilsdruff, Zustand 2015
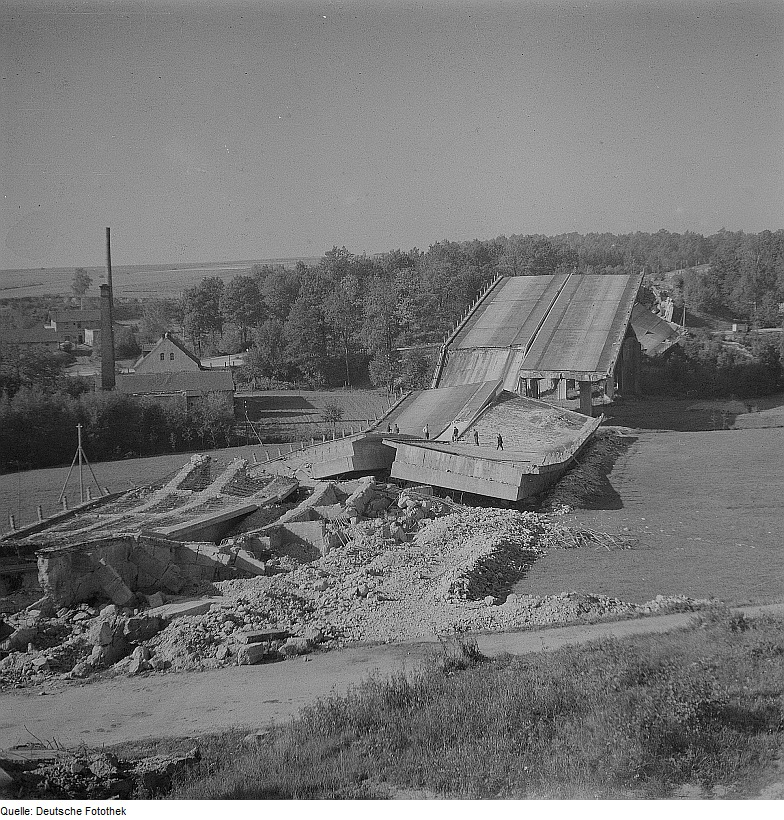
1946: Zerstörte Autobahnbrücke von 1936
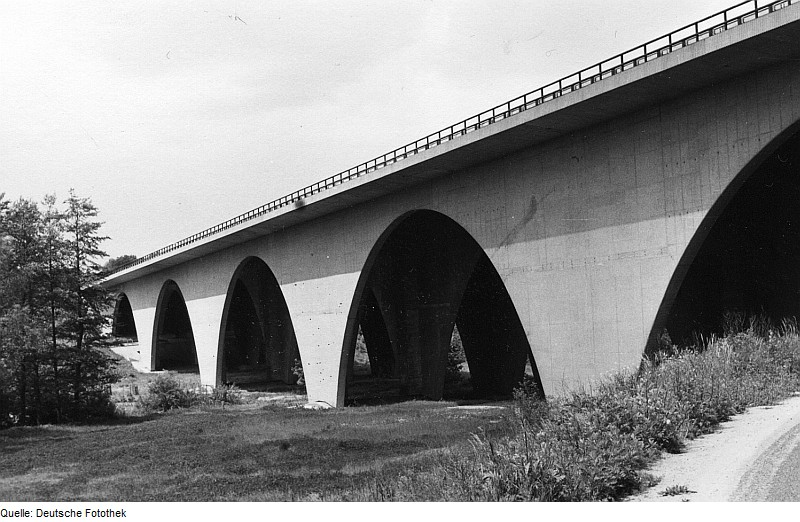
Wiedererrichtete Autobahnbrücke
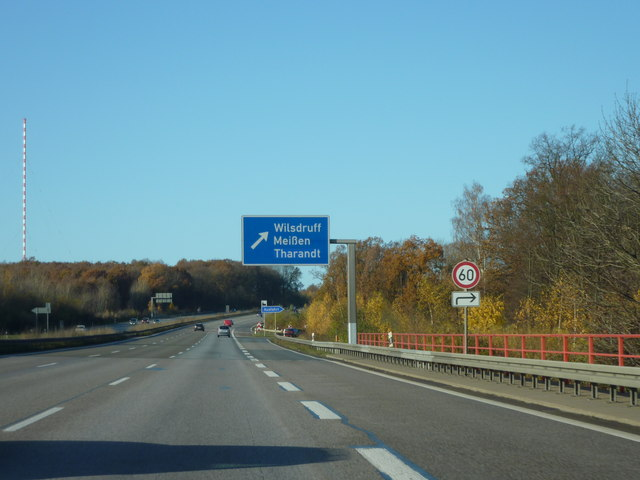
Fahrt auf der dritten Brücke in westlicher Richtung

## Bilder

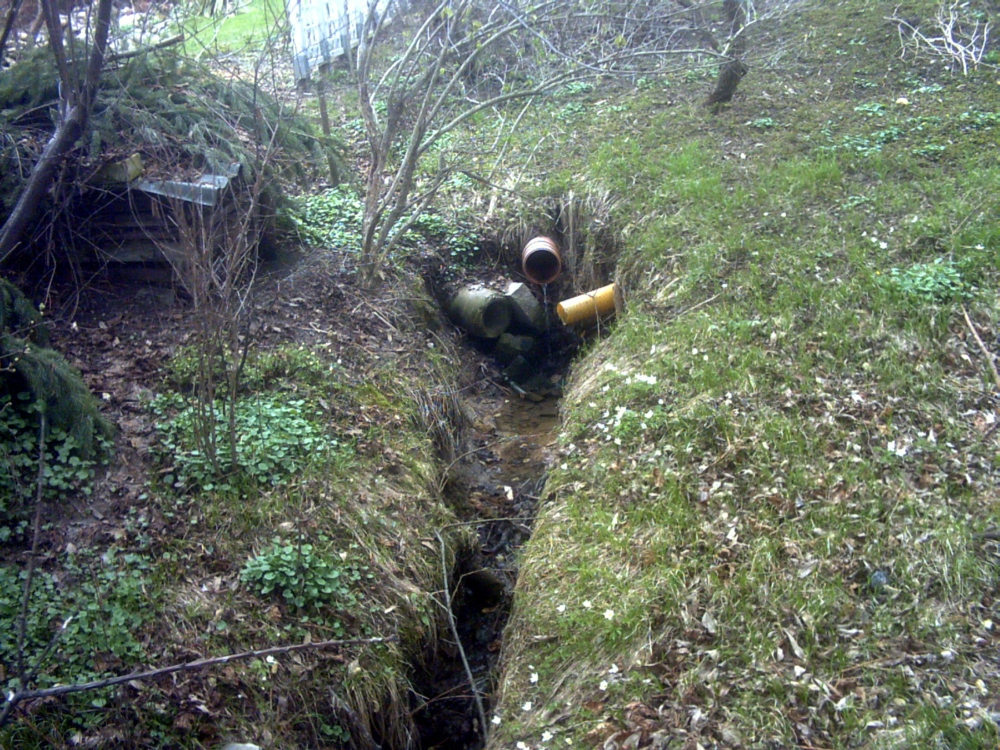
Quelle der Wilden Sau in Pohrsdorf
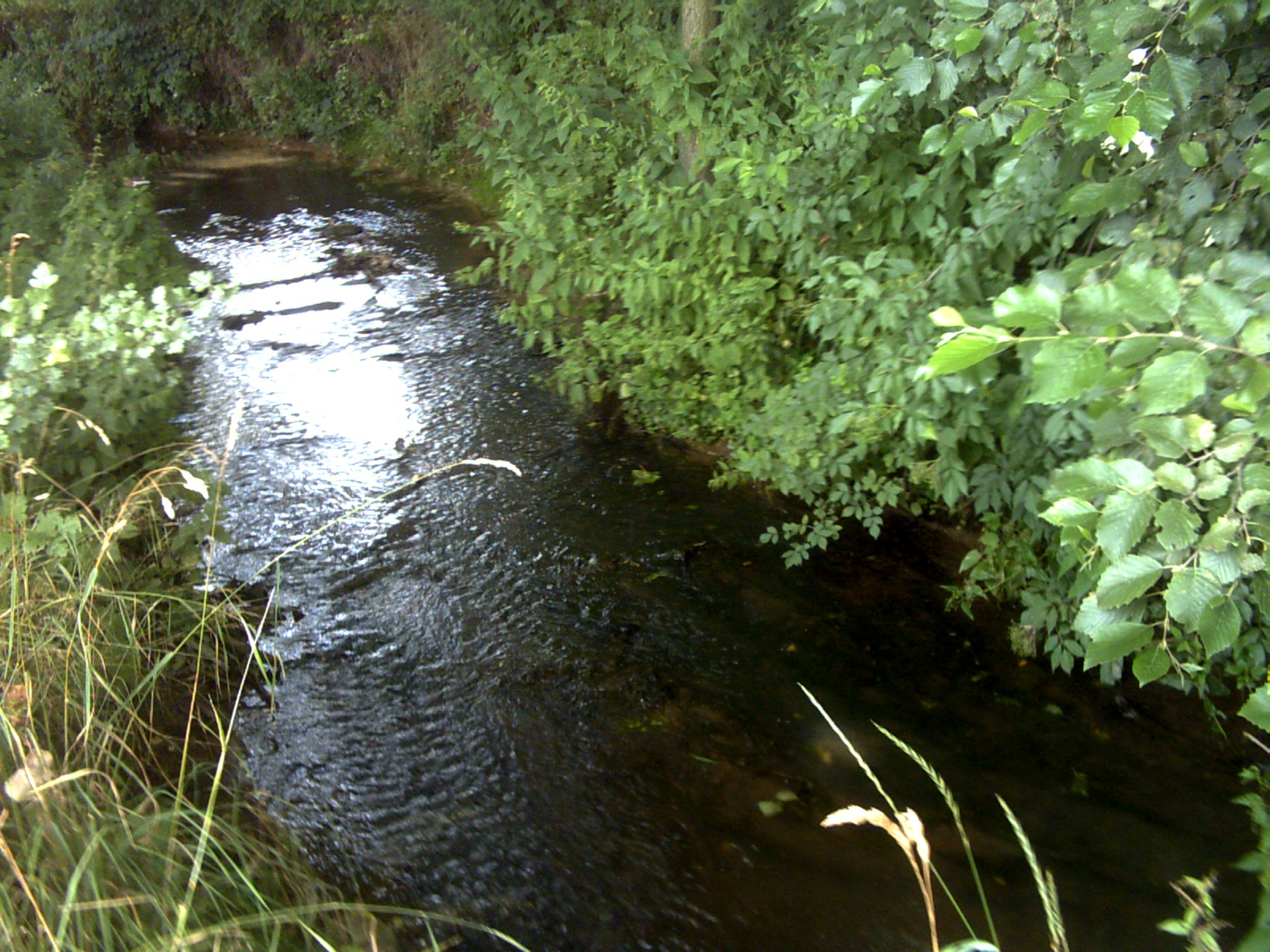
Unregulierter Abschnitt bei Niedergrumbach
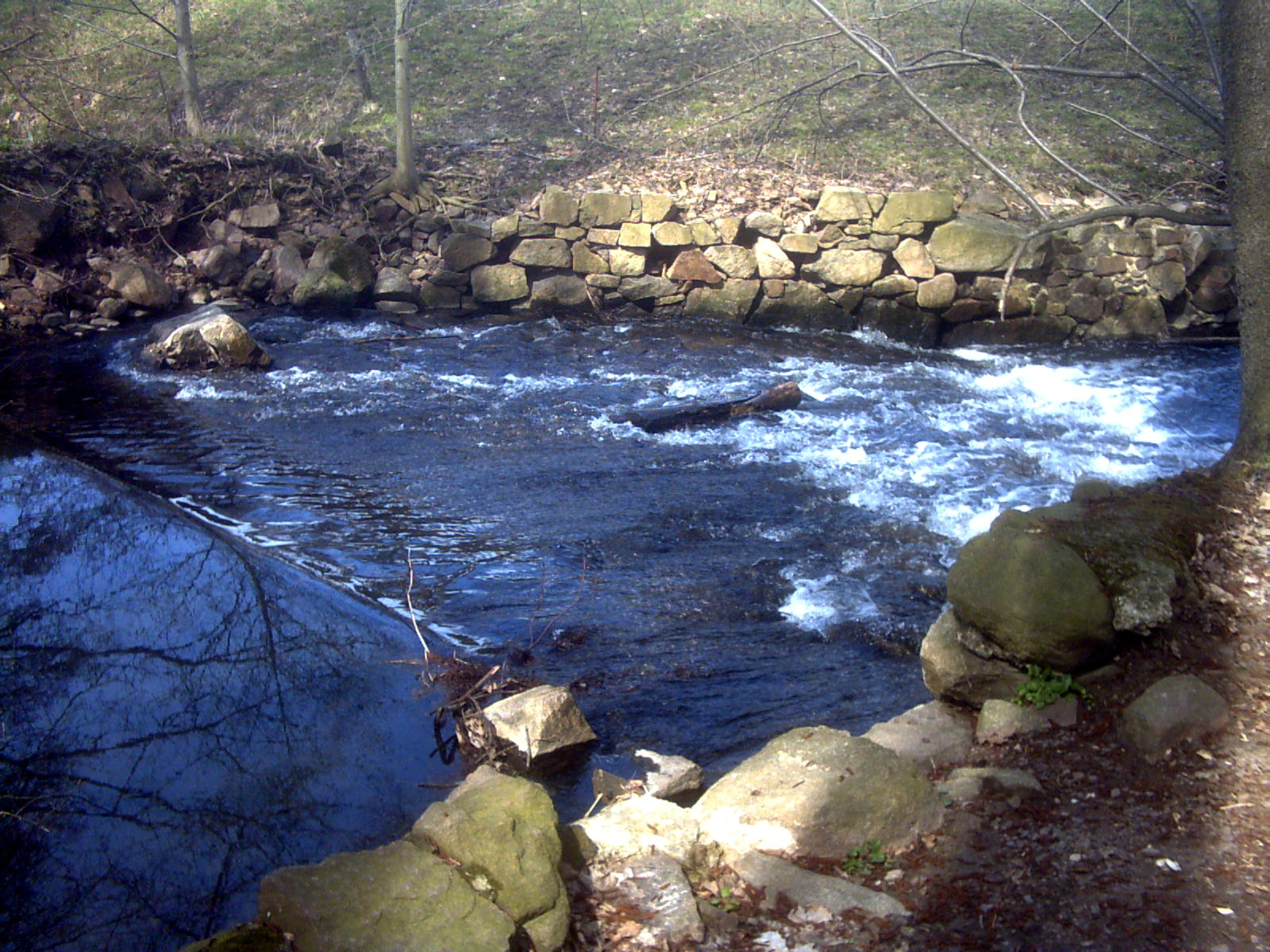
Wilde Sau im Saubachtal in Klipphausen, wenige Kilometer vor der Mündung
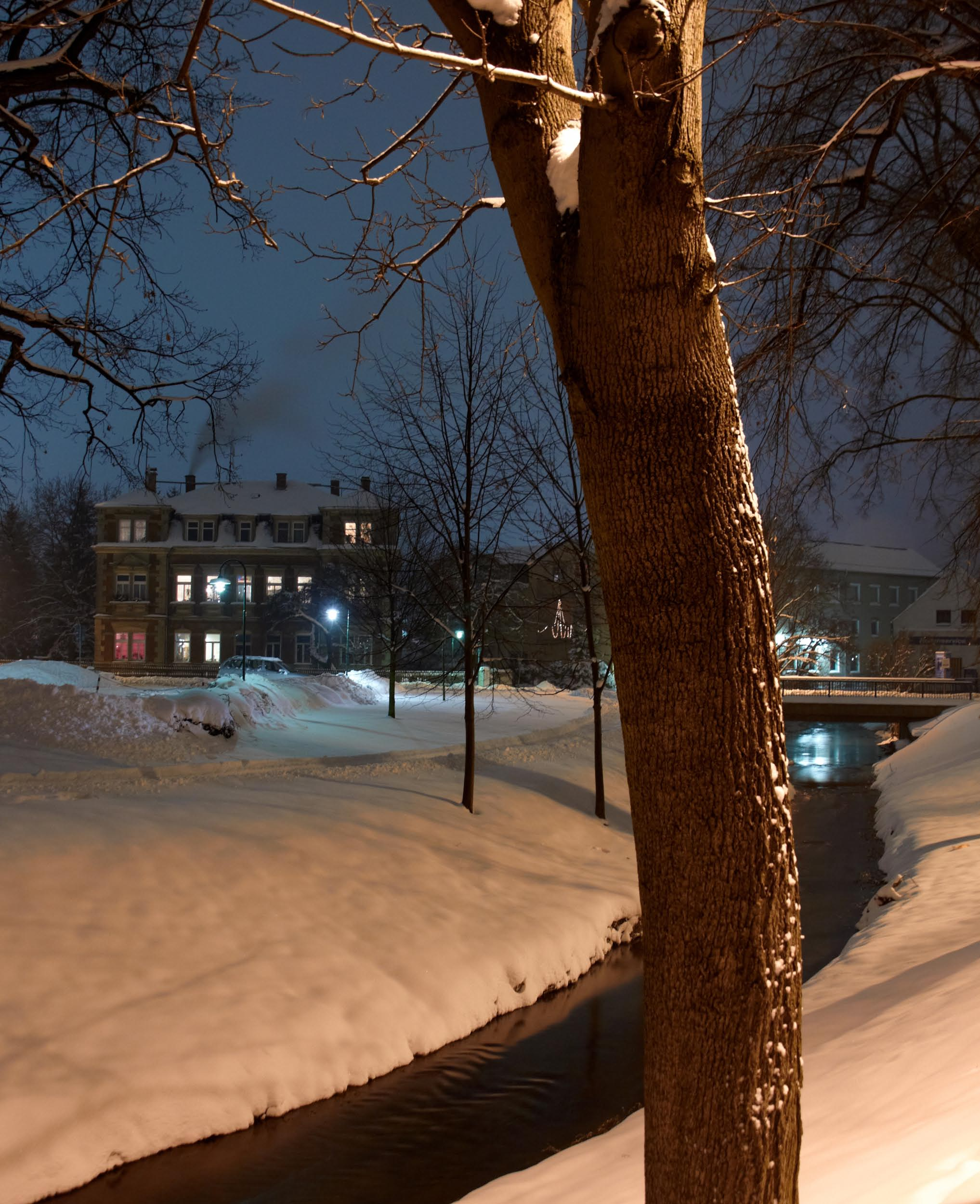
Bach Wilde Sau in Wilsdruffer Winterstimmung
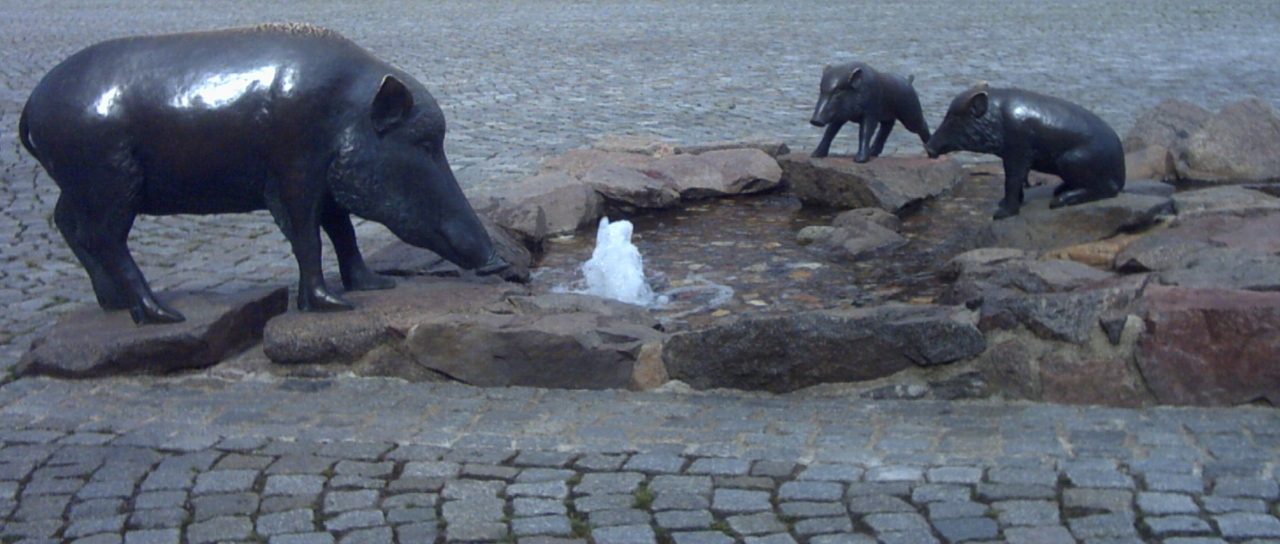
Bronzeplastiken stellen die Saubachsage auf dem Wilsdruffer Markt dar